# Marie Kršková (spisovatelka)
Marie Kršková (12. června 1894 Ševětín – 20. března 1979 Česká Olešná) byla česká učitelka, spisovatelka, vypravěčka.

## Život a dílo

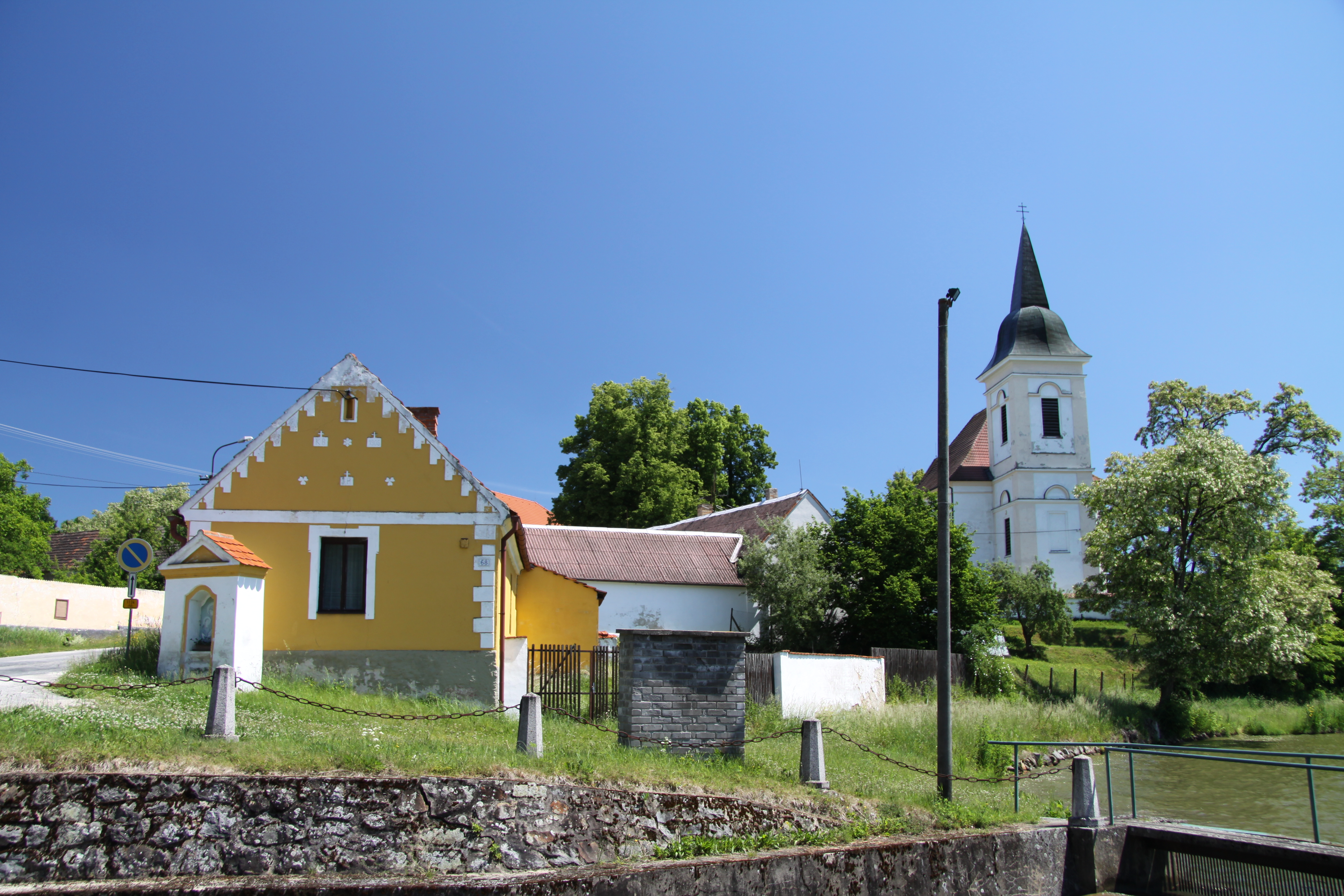
Bošilec - památková zóna na Blatech

Marie Kršková, rozená Šerá, se narodila v jihočeském Ševětíně 12. června 1894. Dětství prožila v nedalekém Bošilci. Po ukončení obecné školy nastoupila do dívčího lycea v Českých Budějovicích. Maturitu složila po studiu na Učitelském ústavu v Chrudimi. Do roku 1926 se věnovala učitelskému povolání. Vyučovala na vesnických školách na Blatech, v Borkovicích či Zálší a v dalších vesnicích. Všude vyhledávala pamětníky zvyků a starých slov a vše si zapisovala. Provdala se za pozdějšího školního inspektora Václava Kršku. Po přestěhování do Jindřichova Hradce přestala učit a začala psát novinové sloupky a povídky. Do literatury vstoupila psaním krátkých příběhů, pověstí a pohádek z Blat, které vyšly v knihách „Rozprávky“, „Dobráci, filuti, meláci“ a naposledy v roce 1974 „Blatské rozprávky“. Ve svých dílech používala starobylé jazykové tvary, lidová rčení, zvyky a obyčeje i svérázný humor. V jihočeském tisku publikovala bohatým blatským nářečím své vzpomínky. Blatským dialektem psala i příběhy blatských rybářů, sedláků i vorařů. V roce 1958 se přestěhovala s nemocným synem do Ústavu sociální péče v České Olešné. Zde 20. března 1979 zemřela.

### Dílo:
- KRŠKOVÁ, Marie. Rozprávky: lidové povídky z Blat. Praha: Československý spisovatel, 1950. 205 s. Svět. Výběrová řada
- KRŠKOVÁ, Marie. Dobráci, filuti, meláci. Ilustrace František SKÁLA. 1. vyd. Praha: Mladá fronta, 1957. 238 s. Úsměvy, sv. 29.
- KRŠKOVÁ, Marie. Kouzelná zahrada mládí. In.: Zlatý máj. 1961, roč.5. s. 328-331
- KRŠKOVÁ, Marie. Blatské rozprávky. Ilustrace Miloslav NOVÁČEK. 1. souborné vyd. České Budějovice: Růže, 1974. 349 s.
- V rukopise: Jihočeské pohádky a Domov.[4]